# 김태용 (특수 효과 기술자)
김태용(1955년 3월 16일 ~ )은 대한민국의 특수 효과 전문가이다.

## 참여작

### 특수효과
- 1995년 《런어웨이》
- 1995년 《리허설》
- 1995년 《헤어 드레서》
- 1995년 《테러리스트》
- 1995년 《아름다운 청년 전태일》
- 1996년 《지독한 사랑》
- 1996년 《애니깽》
- 1996년 《피아노 맨》
- 1996년 《꽃잎》
- 1996년 《고스트 맘마》
- 1996년 《정글 스토리》
- 1996년 《카루나》
- 1997년 《그는 나에게 지타를 아느냐고 물었다》
- 1997년 《러브 러브》
- 1997년 《미스터 콘돔》
- 1997년 《박대박》
- 1997년 《초록 물고기》
- 1998년 《정사》
- 1998년 《엑스트라》
- 1998년 《크리스마스에 눈이 내리면》
- 1999년 《텔 미 썸딩》
- 1999년 《해피엔드》
- 2000년 《구멍》
- 2000년 《신혼여행》
- 2000년 《동감》
- 2000년 《가위》
- 2000년 《자카르타》
- 2001년 《휴머니스트》
- 2001년 《마고》
- 2001년 《우렁각시》
- 2001년 《클럽 버터플라이》
- 2001년 《두사부일체》
- 2002년 《취화선》
- 2002년 《집으로》
- 2002년 《뚫어야 산다》
- 2002년 《오아시스》
- 2002년 《해적, 디스코 왕 되다》
- 2002년 《4발가락》
- 2002년 《피아노 치는 대통령》
- 2003년 《낭만자객》
- 2003년 《맛있는 섹스, 그리고 사랑》
- 2003년 《남남북녀》
- 2003년 《국화꽃 향기》
- 2003년 《최후의 만찬》
- 2003년 《위대한 유산》
- 2004년 《풑밭위의 식사》
- 2004년 《어디선가 누군가에 무슨 일이 생기면 틀림없이 나타난다 홍반장》
- 2004년 《도마 안중근》
- 2004년 《거미숲》
- 2004년 《신석기 블루스》
- 2005년 《B형 남자친구》
- 2005년 《새드무비》
- 2005년 《박수칠 때 떠나라》
- 2006년 《투사부일체》
- 2006년 《카리스마 탈출기》
- 2006년 《썬데이 서울》
- 2006년 《원탁의 천사》
- 2006년 《후회하지 않아》
- 2006년 《청춘만화》
- 2008년 《내 사랑 유리에》
- 2010년 《나는 아빠다》

### 시각효과팀
- 2004년 《태극기 휘날리며》
- 2005년 《청연》
- 2006년 《해바라기》
- 2008년 《이리》
- 2008년 《과속스캔들》
- 2009년 《아부지》
- 2009년 《해운대》
- 2009년 《시크릿》
- 2012년 《광해, 왕의 된 남자》

### 기타스탭
- 1997년 《접속》
- 2001년 《하루》

## 수상
- 1999년 제1회 영화인 축제 특수효과상